# Министерство цифрового развития государственного управления, информационных технологий и связи Республики Татарстан
Министерство цифрового развития государственного управления, информационных технологий и связи Республики Татарстан (тат. Татарстан Республикасы дәүләт идарәсен санлы нигездә үстерү, мәгълүмат технологияләре һәм элемтә министрлыгы, Tatarstan Respublikası däwlät idäräsen sanlı nigezdä üsterü, mäğlümät texnologiäläre häm elemtä ministrlığı) — орган государственной власти Республики Татарстан.
Подчиняется Раису РТ и Кабинету Министров РТ.

## История
Образовано постановлением Верховного Совета РТ № 1757-XII от 4 марта 1993 года как Министерство связи Республики Татарстан; ранее его функции исполняли управления, Татарское республиканское управление связи, производственно-техническое управление связи ТАССР и государственное предприятие «Связьинформ», созданное в 1991 году.
11 мая 2001 года ему передаётся часть функций упразднённого министерства Министерство по делам печати, телерадиовещания и средств массовых коммуникаций РТ, а 14 марта 2005 года оно переименовывается в Министерство информатизации и связи Республики Татарстан. 25 сентября преобразовано в Министерство цифрового развития государственного управления, информационных технологий и связи Республики Татарстан с передачей ему части функций Министерства экономики РТ.

## Министры[6]
- Залялов, Ринат Гиниятович (1993–2005)
- Фазылзянов, Фарит Мансурович (2005–2010)
- Никифоров, Николай Анатольевич (2010–2012)
- Шайхутдинов, Роман Александрович (2012–2019)
- Хайруллин, Айрат Ринатович (2019–2025)